# Interochromis loocki
Genre
Espèce
Statut de conservation UICN

 LC  : Préoccupation mineure
Interochromis loocki est une espèce de poissons de la famille des Cichlidae endémique du lac Tanganyika en Afrique.
C'est la seule espèce de son genre Interochromis (monotypique).